# 168 (szám)
A 168 (százhatvannyolc) a 167 és 169 között található természetes szám.
Erősen bővelkedő szám: osztóinak összege nagyobb, mint bármely nála kisebb pozitív egész szám osztóinak összege.
168 négy egymást követő prímszám összege:
{\displaystyle 37+41+43+47}
Pontosan 168 darab prímszám található 1000 alatt.
168 a PSL(2,7) csoport rendje, amely a második legkisebb egyszerű nem Abel-csoport.